# Durleigh
Durleigh är en ort och civil parish i Storbritannien.   Den ligger i grevskapet Somerset och riksdelen England, i den södra delen av landet, 210 km väster om huvudstaden London. Durleigh ligger 31 meter över havet och antalet invånare är 548.
Terrängen runt Durleigh är platt åt nordost, men åt sydväst är den kuperad. Runt Durleigh är det ganska tätbefolkat, med 214 invånare per kvadratkilometer. Närmaste större samhälle är Bridgwater, 2,7 km öster om Durleigh. Trakten runt Durleigh består till största delen av jordbruksmark.